# ۲سی-اچ
۲سی-اچ (به انگلیسی: 2C-H) با فرمول شیمیایی C۱۰H۱۵NO۲ یک ترکیب شیمیایی با شناسه پاب‌کم ۷۶۶۳۲ است. که جرم مولی آن ۱۸۱٫۲۳ g/mol می‌باشد.